# Martijn Spierenburg
Martijn Spierenburg es un músico neerlandés, teclista de la banda Within Temptation. Entró a la banda en 2001 hasta 2024 para sustituir a Martijn Westerholt.

## Carrera
Antes fue miembro de otra banda neerlandesa llamada Voyage, donde trabajó con algunos de sus futuros compañeros de Within Temptation. Con esta banda, de la que se conocen muy pocos datos, grabó un disco titulado Embrace.
Martijn entró en Within Temptation después de que a Martijn Westerholt, hermano de Robert Westerholt, se le detectó mononucleosis infecciosa poco después de la salida del segundo álbum de estudio , Mother Earth.

## Discografía

### Within Temptation
Álbumes de estudio
- The Silent Force (2004)
- The Heart of Everything (2007)
- The Unforgiving (2011)
- Hydra (2014)
- Resist (2019)
- Bleed Out (2023)